# برزآباد (فراهان)
برزآباد (فراهان)، روستایی از توابع بخش مرکزی شهرستان فراهان در استان مرکزی ایران است.
آب روستا از قنات و محصول آن غلات، ارزن، بن شن، پنبه، کنجد، کرچک می‌باشد. شغل اهالی کشاورزی و گله‌داری و صنایع دستی آنان قالیچه‌بافی است.

## جمعیت
این روستا در دهستان فرمهین قرار دارد و براساس سرشماری مرکز آمار ایران در سال ۱۳۹۰، جمعیت آن ۴۷۶ نفر (۱۵۵خانوار) بوده‌است.